# Ludvig 11. af Frankrig
Ludvig 11. (fransk: Louis XI; 3. juli 1423–30. august 1483 eller Ludvig den Varsomme fransk: Louis le Prudent) var konge af Frankrig fra 1461 til 1483. Han var søn af kong Karl 7. og Marie af Anjou og far til Karl 8. af Frankrig.
Han blev kaldt det europæiske diplomatis fader. Som tronfølger kom han i modsætning til sin far og flygtede 1440 fra hoffet. Hans far tvang ham i eksil fra 1445 og femten år frem. Ludvig foragtede ham og gik med planer om at afsætte ham. Efter faderens død kronedes han til konge af Frankrig 1461 med usædvanlig pomp og pragt.
Som konge bekæmpede han feudalfyrsternes magt (anført af Karl den Dristige, hertug af Burgund).
Historisk betragtes Ludvig 11. som en af Frankrigs mest betydningsfulde regenter: begavet, uddannet og handlekraftig.

## Ægteskaber
Gift 1436 med Margrete Stewart (1424-1445) datter af kong Jakob 1. af Skotland. Han giftede sig igen 1451 med den kun otteårige Charlotte af Savoyen (ægteskabet fuldbyrdedes, da Charlotte var 14 år gammel).